# Żabi Kapucyn

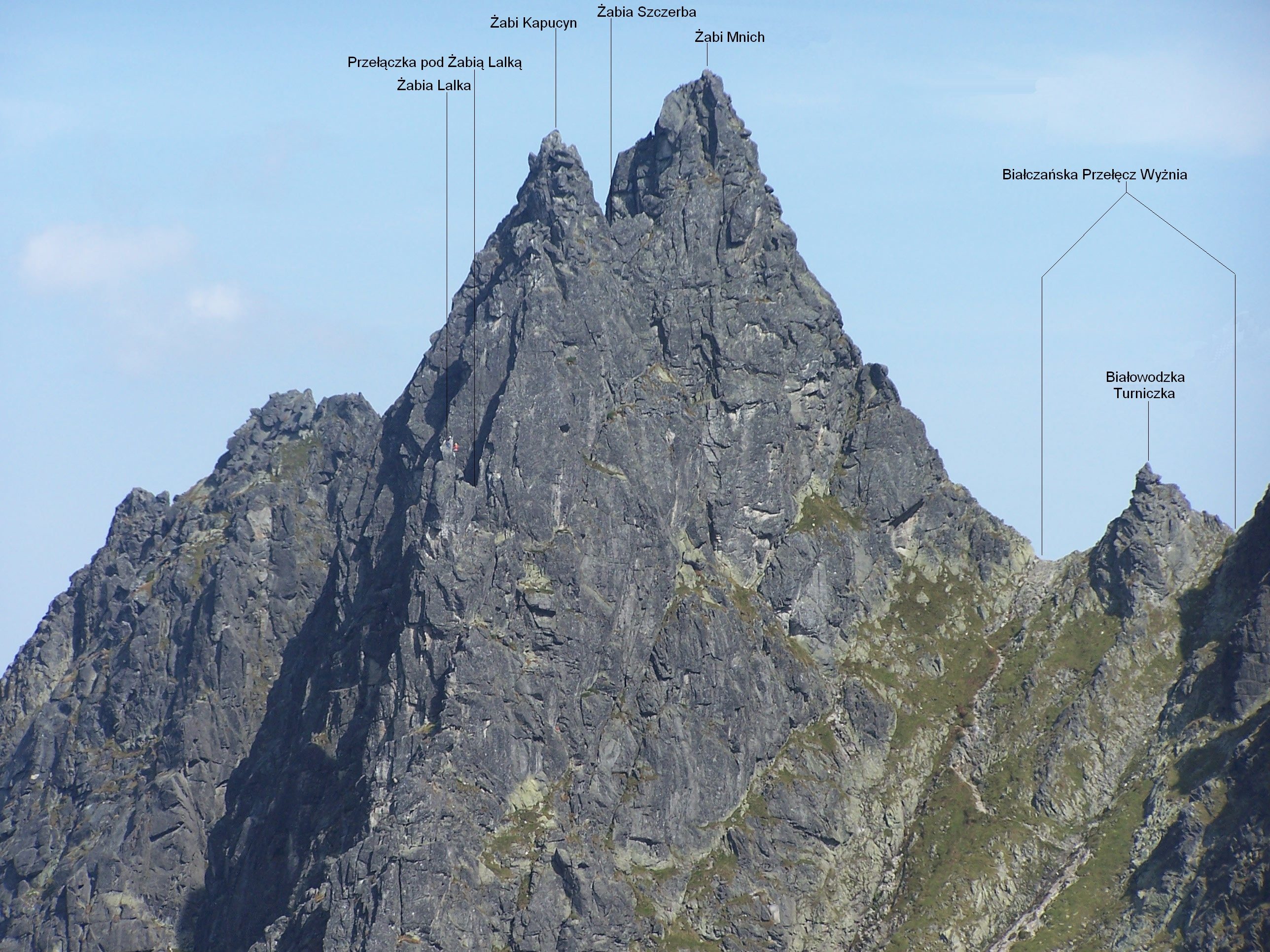

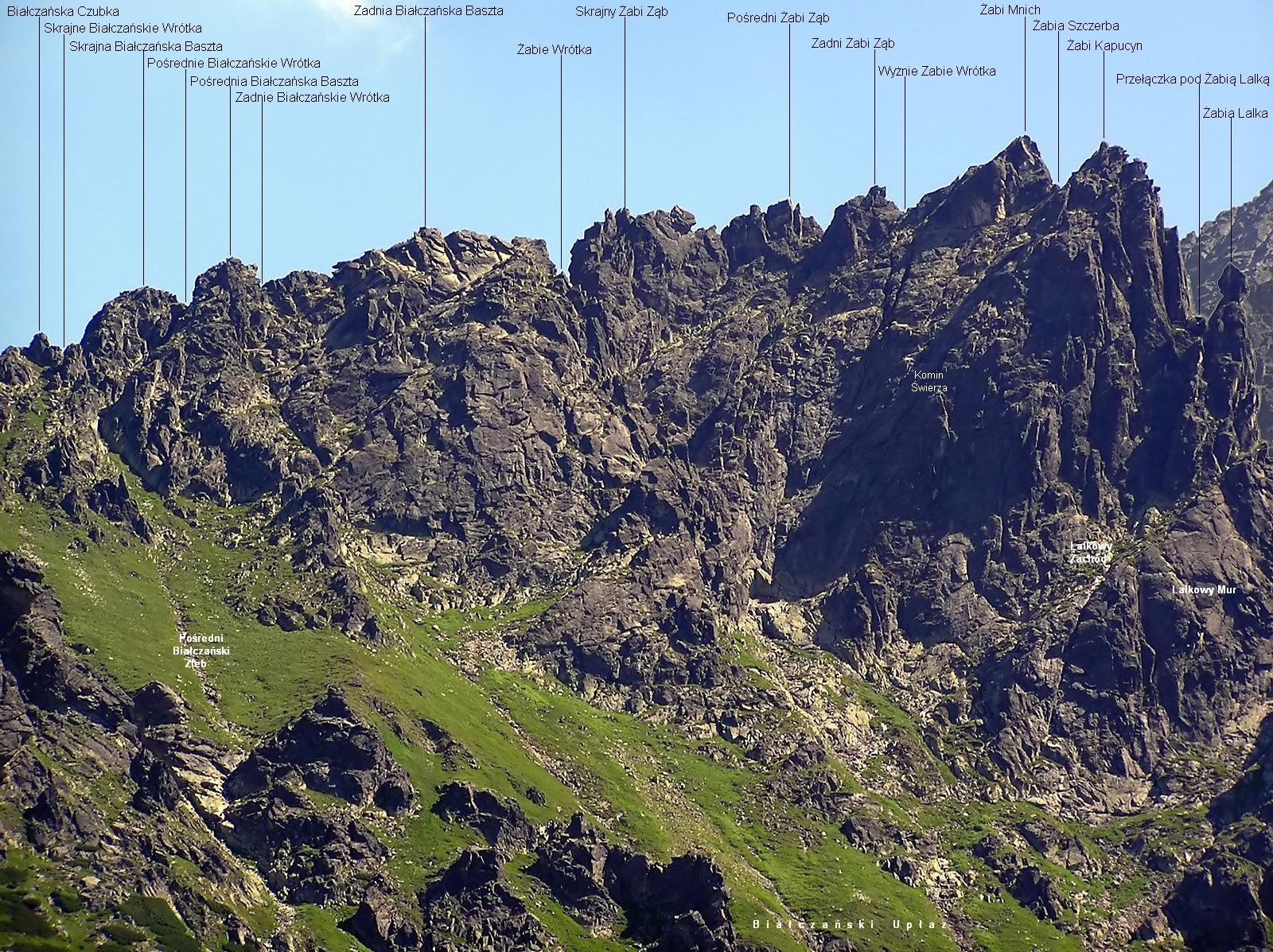

Żabi Kapucyn (niem. Froschkapuziner, słow. Żabí kapucín, węg. Békás-Kapucinus, 2138 m) – wybitna turnia w południowo-zachodniej grani Żabiego Mnicha w polskich Tatrach Wysokich. Nazwa pochodzi od tego, że znajduje się w Żabiej Grani i swoim kształtem przypomina kapucyna. Żabi Kapucyn jest kształtem podobny do Żabiego Mnicha, i jeszcze niedawno uważany był za jego drugi szczyt. Duża popularność wśród taterników spowodowała, że awansował do samodzielnego obiektu.
Żabi Kapucyn oddzielony jest od Żabiego Mnicha ostro wciętą i głęboką Żabią Szczerbą (ok. 2111 m). Na południowy wschód jego filar opada na Przełączkę pod Żabią Lalką (ok. 2080 m), oddzielająca go od Żabiej Lalki. Ma dwie ściany. Ściana południowo-wschodnia opada do Wyżniego Białczańskiego Żlebu. Ściana północno-zachodnia o wysokości około 170 m opada na Białczański Upłaz i Lalkowy Zachód i jest jedną z najbardziej popularnych ścian wspinaczkowych w rejonie Morskiego Oka. Jej charakterystyczną cechą jest występowanie sześciu głębokich zacięć: Zacięcie Ustupskiego, Zacięcie Onyszkiewicza, Zacięcie Czecha, Zacięcie Malczyka, Zacięcie Wilczkowskiego, Zacięcie Chrobaka.
Pierwsze wejście: Janusz Chmielowski, Adam Kroebl, Adam Staniszewski i przewodnik Józef Gąsienica Tomków 18 sierpnia 1907 r.. Pierwsze zdobycie szczytu zimą należy do Jana Kazimierza Dorawskiego, Kazimierza Piotrowskiego i Adama Sokołowskiego (6 kwietnia 1925 r.).

## Drogi wspinaczkowe
- Ściana południowo-wschodnia:

1. Prawym filarkiem południowo-wschodniej ściany; V-, 1 godz.
2. Środkową częścią ściany; IV, 1 godz.
3. Lewym filarkiem ściany; V-, 1 godz.
4. Południowo-zachodnią granią, z przełączki pod Żabią Lalką; II, jedno miejsce IV, wariant V, 1 godz.

- Ściana północno-zachodnia:

1. Droga Janowskiego (prawym skrajem ściany); V+, 2 godz.
2. Droga Onyszkiewicza (prawą częścią ściany); V+, 2 godz.
3. Droga Czecha i Ustupskiego; V, 2 godz.
4. Droga Malczyka; V+, 3 godz.
5. Faszyści; V+, 3 godz.
6. Ruda; VI-, 4 godz.
7. Droga Wilczkowskiego; VI-, 2 godz.
8. Droga Chrobaka; VI, 2 godz.
9. Wizje śmierci; VI+, 3 godz.
10. Fantazja; VII-, 3 godz.
11. Aligator; VI, 2 godz.
12. Lewym filarem, V, 2 godz.[2]